# Legione degli Eroi Sostituti
La Legione degli Eroi Sostituti è un gruppo di personaggi immaginari nel futuro dell'Universo DC. I "Subs", come vengono spesso chiamati, sono un gruppo di reietti aderenti alla Legione dei Super-Eroi con cui si allearono, sperando di dimostrare che i loro poteri non erano così inutili quanto i Legionari immaginassero. Comparvero per la prima volta in Adventure Comics n. 306 del marzo 1963. Furono descritti come supereroi "affidabili", finché Keith Giffen, durante la sua carriera di scrittore delle storie della Legione, iniziò a descriverli come una specie di scherzo.

## Storia della Silver Age
La Legione degli Eroi Sostituti fu fondata da Polar Boy, Night Girl, Stone Boy, Fire Lad, e Chlorophyll Kid, cinque giovani eroi i cui poteri non erano sufficienti da garantire loro l'entrata nella Legione dei Supereroi. Dopo aver ricevuto un premio di consolazione, una cintura volante della Legione, i cinque teenager, sconsolati, decisero di formare un gruppo che avrebbe potuto entrare in azione in supporto alla Legione. Dopo vari fallimenti come gruppo, i Subs salvarono la Terra da un'invasione dei Plant Men, mentre la Legione era fuori dal pianeta per distruggere un'armata di navicelle spaziali robotiche piazzate in orbita come esca.
Agli inizi, operando in segreto, la Legione degli Eroi Sostituti, fu gradualmente riconosciuta dalla Legione maggiore come un valido aiuto, soprattutto dopo l'assalto alla Cittadella di Throon, quando i Legionari principali furono tutti sconfitti e Polar Boy e Night Girl in coppia, ma da soli guidarono l'attacco alla fortezza alla fine dell'assedio. Gli Eroi Sostituti salvarono i Legionari da minacce come La Taurus Gang e la letale Lega degli Assassini.
I membri della Legione degli Eroi Sostituti comprendono:
- Antennae Lad: ha il potere di sintonizzarsi su ogni trasmissione di ogni epoca, ma il più delle volte senza poter scegliere.
- Chlorophyll Kid (Ral Benem dal pianeta Mardru): ha il potere di far crescere le piante in fretta. Quando era bambino cadde in un contenitore pieno di una formula chimica in grado di accelerare la crescita delle piante. Affermò più volte che poteva solo accelerare il processo di crescita, e non controllarne la vita, sebbene alcune delle sue esperienze facevano pensare al contrario.
- Color Kid (Ulu Vakk del pianeta) Lupra: è in grado di mutare il colore agli oggetti. Ottenne questi poteri dopo essere stato colpito da un raggio proveniente da un'altra dimensione. Nella serie autoconclusiva del 1985, Legion of the Sobstitute Heroes, fu temporaneamente noto come Color Queen, dopo essere stato esposto ad un raggio Granderiano che lo fece mutare di sesso, lanciato da Infectious Lass.
- Double Header: possiede due teste come risultato del graduale dividersi in due esseri identici.
- Fire Lad (Staq Mavlen del pianeta Schwar): possiede il potere di respirare il fuoco dopo aver inalato i vapori di una meteora.
- Infectious Lass (Drura Sehpt del pianeta Somahtur): genera spontaneamente delle malattie infettive. La sua mira ed il controllo su questo potere lasciano molto a desiderare.
- Night Girl (Lydda Jath del pianeta senza Sole Kathoon): possiede super forza e invulnerabilità, donategli dal suo padre scienziato, ma che sfortunatamente, perde, se si trova al buio.
- Polar Boy: ha il potere di proiettare il freddo ed il ghiaccio. Inizialmente aveva difficoltà nel controllare i suoi poteri, ma, dopo un severo allenamento durato diversi anni, divenne più abile. Infine, dopo lo scioglimento degli Eroi Sostituti, fu ammesso all'interno della Legione, eletto per guidare l'intero team.
- Porcupine Pete (Peter Dursin dalla Terra): ha aculei che può "sparare" dal suo corpo sebbene abbia una scarsa mira.
- Stone Boy (Dag Wentim dal pianeta Zwen): ha il potere di tramutarsi in pietra in un modo simile all'ibernazione su un pianeta in cui la notte dura sei mesi. Attraverso la maggior parte delle sue comparse, Stone Boy poteva solo trasformarsi in un'insensata statua inanimata di pietra spesso utilizzata in modo grezzo,[1] o al massimo una distrazione, mentre gli altri "Subs" erano in missione. Stone Boy superò un test della Legione e gli fu chiesto di farne parte a tempo pieno, ma declinò l'offerta per restare con il suo gruppo. Una volta fu usato tatticamente, come un "oggetto" che i suoi alleati potevano scagliare, nel momento del bisogno, contro i nemici. Durante la "Five Years Gap", si sottopose all'ipnoterapia acquisendo l'abilità di restare cosciente durante la sua trasformazione, e, infine, addirittura di muoversi dal suo stato di roccia.
- Gli ex Legionari Dream Girl e Star Boy (espulsi dalla Legione per omicidio) fecero parte della Legione degli Eroi Sostituti, ma successivamente si riunirono sotto le spoglie di "Miss Terious" e "Sir Prize".

Dopo una mediocre carriera eroistica, gli Eroi Sostituti furono sciolti da Polar Boy, dopo aver assistito il Senatore Tenzil Kem ad un tentativo di conquista di Bristol, ma sventato, da parte di un'armata di repliche di Computo il Conquistatore. Brek riuscì ad ottenere l'adesione a tempo pieno nella Legione dei Supereroi. Molti dei membri restanti, riuscirono infine a far parte della Legione dei Supereroi durante la "Five Year Gap".
Poco dopo venne formata una nuova Legione degli Eroi Sostituti. Era formata degli ex membri della vecchia formazione: Cosmic Boy, Bouncing Boy, e Duo Damsel, così come Night Girl, ed un nuovo Karate Kid (Myg di Lythyl), e Comet Queen.
Durante gli eventi di Legion of Super Heroes vol. 4, i "Subs" giunsero come gruppo a supporto della resistenza Terrestre contro i Dominatori. Qui, ai vecchi "Subs" Fire Lad, Stone Boy, Chlorophyll Kid, e Porcupine Pete, si aggiunsero dei nuovi alleati come Ron-Karr e Grinn.

## Post-Ora Zero
Dopo la riconfigurazione dell'Ora Zero, i "Subs" comparvero in Legionnaires n. 43 durante una prova dei Legionari. Infectious Lass, Fire Lad e Color Kid furono mostrati sulla copertina, mentre Stone Boy, Chlorophyll Kid, Night Girl, e Polar Boy non superarono le prove. Night Girl sapeva che i Legionari non l'avrebbero mai scelta come membro permanente della squadra a causa dei suoi poteri, ma incontrò Cosmic Boy, che, all'epoca, era intrappolato nel XX secolo.
Polar Boy e Night Girl comparvero in un pannello dei Legionnaires n. 49. In seguito a tale esperienza conclusero che il loro "non essere visti", era il segno che la squadra non era ancora pronta per aiutare i Legionari contro la minaccia di Mordru.
Nell'autoconclusivo Legion Worlds aventi come protagonisti, Braal, Cosmic Boy insieme a Lyle Norg, Leviathan, e Chuck Taine, si fecero chiamare la "Legione dei Subs"; "Subs" sarebbe stato il diminutivo per "Sotterfugio".
Infectious Lass comparve nuovamente come studentessa nel programma dei cadetti della Legione, poco prima che la continuità della Legione si riformasse di nuovo.

## Threeboot
Nella serie della Legione "Threeboot" lanciata nel 2004, Polar Boy e Chlorophyll Kid, (rinominato Plant Lad), comparvero come parte dei nuovi Wanderers di Mekt Ranzz. Questa versione di Polar Boy è solo in grado di rallentare il movimento delle molecole. Night Girl fu selezionata per aderire alla Legione, ma venne espulsa, comunque rimase di riserva, insieme a Sizzle, una manipolatrice dell'energia, e Turtle, un alieno dotato di una forza particolare.

## Post-Crisi Infinita
Versioni di Infectious Lass, Polar Boy, Night Girl, Stone Boy, Fire Lad e Chlorophyll Lad, simili nell'aspetto alle versioni delle loro controparti pre-Crisi sulle Terre infinite, comparvero nelle serie limitate Tales of the Unexpected e Superman and The Legion of The Super Heroes in Action Comics. Da allora, Porcupine Pete e Antennae Lad non comparvero più.
- Infectious Lass: Drura Sehpt del pianeta Somathur. Fu gettata nel flusso temporale da Earth-Man, comparve come parte di un gruppo di eroi dei fumetti dimenticati, inclusi Dottor Tredici, e si batté contro gli Architetti, nella serie limitata, Tales of The Unexpected. Si innamorò del deceduto pirata Capitan Fear.
- Color Kid: Ulu Vakk del pianeta Lupra. Fu accecato da Earth-Man.
- Double Header: Fu ucciso da Earth-Man.
- Night Girl: Lydda Jath del pianeta Kathoon. Ora membro della Legione dei Supereroi.
- Polar Boy: Brek Brannin del pianeta Tharr. Ora membro della Legione dei Supereroi. Gli fu tagliato il braccio da Tusker, ma lo rimpiazzò con uno fatto di ghiaccio.
- Stone Boy: Dag Wentim del pianeta Zwen, ma non possedette più l'abilità di tramutarsi in pietra.
- Fire Lad: Staq Mavlen del pianeta Schwar. Possedette un moderato controllo sul suo respiro infuocato: ora, se potenziato, può tramutare il suo fiato in fiamme reali.
- Cholophyll Kid: Ral Beham di Mardru. Affermò di poter parlare con le piante.
- Rainbow Girl: Dori Aandraison del pianeta Xolnar. Possiede l'abilità di alterare lo stato emozionale delle persone, attraverso lo Spettro emozionale : rabbia (rosso), alla speranza (blu), alla volontà (verde), e tutti gli altri. Comparve una volta sola, come reietta replicante della Legione nella continuità pre-Crisi sulle Terre Infinite. Inizialmente aveva il potere di dividersi in una versione di sé stessa in quattro colori. Rosso, quando arrabbiata, Blu quando infreddolita, Giallo quando si sentiva raggiante, e il verde era la Kryptonite. Fu espulsa dalle Legione in quanto la sua versione verde poteva essere potenzialmente pericolosa per Superboy e Supergirl.

Nella quinta parte di Superman and The Leguion of the Super Heroes in Action Comics, Fire Lad, Stone Boy, Chlorophyll Lad, e Raibow Girl furono chiamati per sconfiggere la Justice League della Terra, un'associazione tirannica e odiosa di alieni formata da esseri super potenti espulsi dalla Legione. Dopo che questo gruppo criminoso fu sconfitto, i "Subs" decisero di fare del loro quartier generale in orbita intorno alla Terra. Nel corso della storia, fu rivelata una grande parte di motivi per cui gli eroi furono espulsi dalla Legione originale, dovuto, sottinteso, a sottili scansioni psicologiche eseguite da Saturn Girl, che rivelavano uno scarso controllo sulle loro abilità. Inoltre, personaggi come Radiation Boy, Spider Girl, e Absorbency Boy furono espulsi perché i loro profili rivelarono che le loro menti erano profondamente disturbate, disturbi che gli causavano comportamenti anti-sociali.

## Altri media

### Animazione
Personaggi della Legione degli Eroi Sostituti comparvero nell'episodio Lightning Storm nella serie animata, Legion of the Super Heroes, e ancora, nell'episodio, The Substitutes, che li vede come protagonisti.
Furono raffigurati come un mix di personaggi comici e simpatici determinati a diventare eroi ma privi della piena conoscenza dei loro limiti.
La Legione degli Eroi Sostituti nella serie animata comprendeva:
- Porcupine Pete. Raffigurato come "il bambino di mamma", a volte incapace a controllare i suoi poteri, ma determinato a diventare un eroe, elevando il suo innato senso di responsabilità. Pete dimentica facilmente che i suoi aculei possono ferire gli altri. È il leader non ufficiale della squadra.
- Chlorophyll Kid. Raffigurato come il tipico ebreo senza fortuna, ma abile nell'utilizzo dei suoi poteri, come la creazione di cactus per distrarre un nemico con sembianze umane. Quando motivato, rischia qualsiasi cosa per salvare gli altri.
- Stone Boy. Raffigurato come un individuo molto intelligente. Una volta cadde nella sua forma di pietra per scaraventarsi contro il suo nemico, tuttavia è poco loquace. Infatti, i suoi compagni si sorprendevano quando parlava, dato che pensavano che fosse muto. La sua abilità nell'utilizzare la sua forma rocciosa va da inefficace a intelligente, forse perché non possiede il senso dell'umorismo necessario per capire quando compie azioni irresponsabili. Tante volte sembra dimenticare di ritornare nella sua forma umana. Sembra avere una piccola nozione di scienze, che condivide con il gruppo, e possiede una vista eccellente.
- Color Kid. Raffigurato come un individuo pieno di energia, entusiasta, spesso inconsapevole del pericolo, e fiammeggiante. Aveva un occhio eccellente per i colori, ma ancora non comprese quanto fossero limitati i suoi poteri. Il suo uso più degno di nota è la sua capacità di nascondere un ostacolo sulla via di fuga di un furfante e di nascondere i suoi compagni eroi.
- Infectious Lass. Raffigurata come una persona spesso "sulle sue", sembrò soffrire di una sorta di asma e affetta spesso da congestione. Aveva l'abilità di creare malattie infettive, ed anche di abbassare, ma solo di qualche grado, la temperatura dell'ambiente in cui si trovava.

Inoltre, Antennae Lad, Polar Boy, Fire Lad, Double Header e Night Girl comparvero in tutti i camei in entrambi gli episodi come membri, in prospettiva, della Legione.
Gli Eroi Sostituti furono brevemente visti in una battaglia inm Subdown parte 2, sebbene non parteciparono mai al combattimento contro il Divoratore di Soli.
Nella seconda (ed ultima) stagione, nell'episodio, Dark Victory, Polar Boy fu mostrato tra gli eroi che tentarono di fermare il rinnegato Brainiac 5. Nessuno dei Sostituti fu mostrato, sebbene Polar Boy non fu mostrato come parte della Legione attuale.

### Televisione
Nell'episodio La legione, della serie televisiva Smallville, Cosmic Boy disse a Lightning Lad che si comportava come un «Sub» quando chiese a Clark Kent di autografare la prima palla da baseball che Clark avesse mai colpito, affermando che era per sua sorella.